# Geanta cu diamante
Geanta cu diamante sau Pericol de moarte (titlu original: Pure Danger) este un film american de acțiune-thriller din 1996 regizat de C. Thomas Howell. În rolurile principale joacă actorii C. Thomas Howell, Teri Ann Linn și Michael Russo.

## Prezentare
O chelneriță și un bucătar lucrează la un restaurant uitat de lume. Cei doi intră în posesia unui săculeț cu diamante după moartea unui gangster. Dar bucuria lor durează puțin...

## Distribuție
- C. Thomas Howell –  Johnie Dean
- Teri Ann Linn –  Becky
- Scott 'Carrot Top' Thompson –  Morgue Truck Driver
- Michael Russo –  DePalma
- Irwin Keyes –  Killjoy
- Chris Devlin –  Joey
- Darren Dalton –  Cook
- Ray Laska – Miccelli
- Andre Rosey Brown –  Shyboy